# 広島県道55号尾道三原線
広島県道55号尾道三原線（ひろしまけんどう55ごう おのみちみはらせん）は、広島県尾道市から三原市に至る県道（主要地方道）である。

## 概要

### 路線データ
- 起点：広島県尾道市美ノ郷町本郷（三原分かれ交差点、国道184号交点）
- 終点：広島県三原市城町1丁目（城町南交差点、国道185号交点）
- 総延長：約11.0 km[要出典]

## 歴史
- 1993年（平成5年）5月11日 - 建設省から、県道尾道三原線が尾道三原線として主要地方道に指定される[1]。
- 2008年（平成20年）6月1日 - 尾道市・三原市の区間における県道の管理権限が広島県から尾道市・三原市へ移譲される。

## 路線状況

### 通過する路線バス
| 路線事業者名 | 路線番号 | 路線番号 | 路線名                                |
| 路線事業者名 | 上り     | 下り     | 路線名                                |
| ------------ | -------- | -------- | ------------------------------------- |
| 中国バス     | 7        | 70       | 三原駅 - 深下組・如水館線             |
| 中国バス     | 4        | 43       | 尾道駅 - 桜土手 - 新尾道駅 - 如水館線 |
| 中国バス     | 1・1-2   | 11-2     | 福山駅・府中・市 - 如水館線           |
| トモテツバス | 7        | 70       | 三原駅 - 深下組・如水館線             |
| トモテツバス | 9        | 98       | 松永駅 - 如水館線                     |
| おのみちバス | 5        | 53       | 尾道駅 - 長江 - 新尾道駅 - 如水館線   |

### 並行する旧街道
- 中世山陽道

1602年（慶長7年）の今津駅の新設、さらに1659年（万治2年）、備後福山藩による沼隈郡高須村の新涯（現：尾道市）の造成を機に経路を海岸沿いに尾道市街経由とする以前の道筋。豊臣秀吉が朝鮮侵略に際して九州に赴いた時、木頃中野村（現：尾道市）に立ち寄って梨を食べたという伝承がある。

## 地理

### 通過する自治体
- 尾道市
- 三原市

### 交差する道路
| 交差する道路           | 市町村名 | 交差する場所 | 交差する場所              |
| ---------------------- | -------- | ------------ | ------------------------- |
| 国道184号              | 尾道市   | 美ノ郷町本郷 | 三原分かれ交差点 / 起点   |
| 国道2号 / 三原バイパス | 三原市   | 中之町       | 中之町交差点 中之町ランプ |
| 国道185号              | 三原市   | 城町1丁目    | 城町南交差点 / 終点       |

### 交差する鉄道
- 山陽新幹線
- 山陽本線

### 沿線
- 尾道市立美木原小学校
- 三原市立深小学校
- 三原警察署 中之町警察官駐在所
- 三原市立中之町小学校
- 如水館中学校・高等学校
- 太郎谷
- 広島県立三原東高等学校
- JR西日本山陽本線・山陽新幹線 三原駅